# 仙道春奈
仙道 春奈（せんどう はるな、1985年8月5日 - ）は、日本のAV女優。
身長:161cm。スリーサイズ:B81(D)・W62・H86。

## 略歴・人物
2007年にAVデビュー。

## 出演作品
2007年
- もしもこんな○○があったら… パート8（1月18日、V&Rプロダクツ）他出演:桜庭彩、真鍋美奈、大久保伶、倉橋ケイ、杏
- 初脱ぎGAL'S 10連発 4（4月3日、クリスタル映像）他9名出演
- 女性営業マンのための正しいビジネスマナーQ&A （6月7日、V&Rプロダクツ）他出演:佐伯奈々、関はるか、芹沢夕穂、中條美華、国仲みさと、新川舞美、松沢優
- Fool For The Anus!（6月25日、BRAVO）
- 独占!人の妻ワイドスペシャル 抑えきれない欲望が溢れてくるの! 男の本能を刺激して止まない人妻の卑猥（11月11日、アテナ映像）他出演:飯島静香、西院めぐみ、香坂さゆり、大原ゆり子
- 「仕事中の看護師に手コキ/フェラ/SEXを見せつけて発情させてヤる」 VOL.1（12月6日、DANDY）他出演:松野ゆい ほか

2008年
- 手コキクリニック ファン感謝祭 ユーザーの皆様の妄想を叶えます!!（5月8日、SODクリエイト）共演:あすかりの、倉本瞳、アゲハ、加藤レイナ
- 先生は、俺たちの奴隷（7月13日、溜池ゴロー）
- 女の惨すぎる瞬間 麻薬捜査官拷問 女捜査官FILE02 仙道春奈の場合（12月20日、ベイビーエンターテイメント）

2009年
- 絞め咽喉が奪い顫動に孤独（3月1日、幻奇）他出演:睦美杏奈、桜庭彩、後藤ゆりか、横山翔子 ほか
- EXORCIZM （6月25日、トラウマアート）他出演:村瀬優花
- CHLORO ANNIVERSARY（6月26日、トラウマアート）他出演:根本あきこ
- The・放送事故 バカアナウンサー制裁 アナウンサードミネーション（7月21日、トラウマアート）
- 廃人催眠（9月9日、トラウマアート）
- 若奥さまは犯されたい 7（9月18日、クリスタル映像）他出演:木更津友里、南つかさ、杉本蘭、城戸紗織

2010年
- 趣向倶楽部 Wet（1月1日、趣向倶楽部）他出演:市ノ瀬明日香 ほか
- 仮面CA ALICE （2月12日、GIGA）